# 自治医科大学看護短期大学
自治医科大学看護短期大学（じちいかだいがくかんごたんきだいがく、英語: Jichi Medical School, School of Nursing）は、栃木県河内郡南河内町大字薬師寺3311-159に本部を置いていた日本の私立大学である。1987年に設置され、2005年に廃止された。大学の略称は看短。

## 概要

### 大学全体
- 栃木県河内郡南河内町[注 1]に所在した日本の私立短期大学で、設置主体は学校法人自治医科大学[注 2]。
- 1987年に1学科体制で開学。1990年に専攻科を置き、以後は学科数及び入学定員に変更なし。
- 2001年度の入学生を最後に[注釈 2]、2005年に短期大学としての使命を終える[注釈 3]。

### 教育および研究
- 看護教育を執り行っており、自治医科大学附属病院での臨地実習も行われていた。

## 沿革
- 1974年
  - 自治医科大学附属高等看護学校が創設される[注釈 4]
- 1977年
  - 4月1日 自治医科大学附属看護学校と改称、専修学校として認可を受ける[注釈 4]。
- 1980年
  - 4月1日 この年度の入学生より3年課程に変更される[注釈 4]。
- 1984年
  - 助産科が設置される。
- 1986年
  - 12月23日 左記を以て文部省[注 3]より短期大学の設置が認可される[9]。
- 1987年
  - 4月1日 自治医科大学看護短期大学が以下の学科体制にて開学[注 4]。
    - 看護学科 入学定員100名[注 5]
- 1990年
  - 4月1日 専攻科の設置が認められ、以下の課程を設ける[注 6]。
    - 助産学専攻 入学定員15名[注 7]
- 2001年
  - 4月1日 この年度で短期大学としての学生募集を最終とする[注釈 2]。
- 2005年
  - 7月29日 左記をもって正式に廃止となる[注釈 3]。

## 基礎データ

### 所在地
- 栃木県河内郡南河内町大字薬師寺3311-159[注釈 1]

### 象徴
- 自治医科大学看護短期大学のカレッジマークはハートを模ったものとなっていた[20]。

### 年度別学生数
| -      | 入学定員 | 総定員 | 学生数    | 出典              |
| ------ | -------- | ------ | --------- | ----------------- |
| 1987年 | 100      | 100    | 男0 女100 | [ 21 ]            |
| 1988年 | 100      | 200    | 男2 女195 | [ 22 ]            |
| 1989年 | 100      | 300    | 男2 女295 | [ 23 ]            |
| 1990年 | 100      | 300    | 男3 女298 | [ 24 ]            |
| 1991年 | 100      | 300    | 男3 女308 | [ 25 ]            |
| 1992年 | 100      | 300    | 男2 女312 | 。うち1年生 女107 |
| 1993年 | 100      | 300    | 男2 女316 | [ 28 ]            |
| 1994年 | 100      | 300    | 男1 女319 | [ 29 ]            |
| 1995年 | 100      | 300    | 男4 女309 | [ 30 ]            |
| 1996年 | 100      | 300    | 男4 女303 | [ 31 ]            |
| 1997年 | 100      | 300    | 男4 女297 | [ 32 ]            |
| 1998年 | 100      | 300    | 男1 女301 | [ 33 ]            |
| 1999年 | 100      | 300    | 男3 女296 | [ 34 ]            |

## 教育および研究

### 組織

#### 学科
- 看護学科 入学定員100名[注 8]

#### 専攻科
- 助産学専攻 入学定員15名[注 9]

#### 別科
- なし

#### 取得資格について
受験資格
- 看護師：看護学科
- 助産師：専攻科助産学専攻

### 研究
- 『自治医科大学看護短期大学紀要』[40]

## 学生生活

### 部活動・クラブ活動・サークル活動
- 自治医科大学看護短期大学で活動していたクラブ活動[20]
  - 体育系：準硬式野球・バレーボール・バスケットボール・バドミントン・水泳・ラグビー・ワンダーフォーゲル・空手・ボート・テニス・ハンドボール・卓球・ゴルフ・陸上競技・ランニング・柔道・剣道・弓道・ヨット・スキーほか。
  - 文化系：演劇・将棋・囲碁・茶道・ピアノ・美術・合唱・管弦楽団・軽音楽・フォークソング・ダンス・手話ほか。

### 学園祭
- 自治医科大学看護短期大学の学園祭は「薬師祭」と呼ばれていた[20]

## 大学関係者と組織

### 大学関係者
歴代学長
- 柏井昭良

## 施設
キャンパス
- 短大独自の校舎が立地していた[20]。

寮
- 学内に女子学生寮があった。

## 対外関係

### 系列校
- 自治医科大学

## 卒業後の進路

### 就職
- ほぼ全員が看護に関する職に携わっている。自治医科大学附属病院ほか各種病院や医療機関・社会福祉施設などについている。

### 編入学・進学実績
- 看護学科卒業生は、本短期大学専攻科へ進学していた。

## 関連サイト
- 自治医科大学沿革